# قانون تابعیت استرالیا
قانون تابعیت استرالیا (انگلیسی: Australian nationality law) شرایطی را که طبق آن یک فرد دارای تابعیت استرالیا است، مشخص می‌کند. قانون اصلی تعیین‌کننده ضوابط تابعیت، قانون شهروندی ۲۰۰۷ است که در روز ۱ ژوئیه ۲۰۰۷ اجرایی شد و این قانون بر تمام ایالت‌ها و قلمروهای استرالیا حاکم است.
تمام افرادی که تا قبل از روز ۲۰ اوت ۱۹۸۶ در استرالیا به دنیا آمده‌اند، بدون در نظر گرفتن تابعیت والدین آنها، به صورت خودکار در بدو تولد شهروند محسوب شده‌اند. افرادی که بعد از آن تاریخ در استرالیا بدنیا آمده‌اند در صورتی که دست‌کم یکی از والدین او شهروند استرالیا بوده باشد یا مقیم دائم استرالیا باشد، بر اساس شرط تولد در کشور شهروند محسوب می‌گردند. کودکانی که از روز ۱ ژوئیه ۲۰۲۲ از والدین شهروند نیوزیلند در استرالیا به دنیاآمده اند، در بدو تولد شهروند استرالیا محسوب می‌شوند. اتباع خارجی بعد از دست‌کم چهار سال زندگی در کشور، داشتن یک سال اقامت دائم و ارائه مهارت خود در زبان انگلیسی، ممکن است شهروندی به آنها اعطاء شود. 